# SkyPetpark

skyPetpark(한국어: 스카이 펫파크)는 스카이TV가 운영했던 대한민국의 애완동물 전문 텔레비전 채널이다.

## 주요 프로그램
※ 해외 프로그램은 $로 표기.
- 오 마이 펫 (시즌 2도 포함)
- 여자친구! 강아지를 부탁해
- 스타 펫 트래블 (광희 in Japan, 바다 in UK, in France, in Italy)
- 펫 닥터스
- 팔도견문록 (시즌 1, 2, 3 공통이며, 시즌3는 윤형빈이라는 이름이 없다)
- 땡큐 베이비 독
- 멍멍투게더
- 탑 독 모델 $
- 와일드 내니 $
- 명견 로드쇼 $
- 개과천선 아메리카 (en) $
- 마이펫상담소
- 마이펫연구소
- 진짜 귀여워 $
- 반려인의필수냥독서 펫과사전
- 식빵 굽는 고양이
- 잘살아보시개
- 개별방송
- 생명전선 15일의 기적
- 유기견, 데스노트를 찢다

### 외부 프로그램
- TV 동물농장
- 무한도전
- 풍문으로 들었소 (드라마)
- 펫투게더
- 낭만닥터 김사부
- 낭만닥터 김사부 2
- 낭만닥터 김사부 3
- 개과천선
- 우리 갑순이
- 언니는 살아있다
- 아기와 나
- 펜트하우스 (드라마)
- 펜트하우스 2
- 펜트하우스 3
- 하루뉴스
- 캣츠 앤 독스
- 동고동락
- 두번째 스무살
- 너는 내 운명
- 펫스토리
- 단짝
- 수상한 애견카페
- 세상에 나쁜 개는 없다
- 별에서 온 그대
- 개밥 주는 남자
- 응답하라 1997
- 대화가 필요한 개냥
- 응답하라 1994
- 우리집에 해피가 왔다
- 응답하라 1988
- 고양이를 부탁해
- 노견만세
- 다큐 시선 - 나의 또다른 가족을 소개합니다
- 기막힌 동물원